# Xyleus guarani
Xyleus guarani är en insektsart som först beskrevs av Rehn, J.A.G. 1907.  Xyleus guarani ingår i släktet Xyleus och familjen Romaleidae. Inga underarter finns listade i Catalogue of Life.